# Руски протести (2011 – 2012)
Протестите срещу фалшифицираните изборни резултати за Държавна дума през 2011 година е протест на руските граждани след обявяването на резултатите от проведените парламентарни избори, след като ръководената от Владимир Путин партия Единна Русия за пореден път печели с мнозинство. Протестът е срещу нарушенията на закона, масовите фалшификации в Москва и Санкт Петербург, и започва от вечерта на 4 декември. Символ на протеста става „Бялата лента“. На 10 декември протестите обхващат 99 града и 42 населени места извън Русия.

## Обществени реакции
На 5 декември Организацията за сигурност и сътрудничество в Европа (ОССЕ) заявява, че изборите в Русия са нечестни. Комунистическата партия обявява, че ще внесе жалба във Върховния съд на Русия, за да протестират срещу масови измами и нарушения. Подготвя да внесе и жалби в местни съдилища срещу нарушения в най-малко 1600 избирателни бюра. Около 2000 жалби за нарушения на изборите са постъпили и в асоциацията за защита на правата на избирателите „Граждански контрол“.

## Организирани протести

### Протести от 4 декември
Около 14 часа на Манежния площад полицията арестува четирима активисти на „Ляв фронт“ и няколко разорени инвеститори в недвижими имоти, които искат да проведат митинг на Червения площад. Сред задържаните е Анастасия Удалцова, жена на координатора на „Ляв фронт“ Сергей Удалцов.
В 18 часа започва протест на Триумфалния площад, в резултат на който са арестувани около сто участници, сред които лидерът на „Другата Русия“ Едуард Лимонов, лидерите на „Солидарност“ Роман Доброхотов, Олег Козловски, Всеволод Чернозуб и Надежда Митюшкина, ръководителя на московския „Обединен граждански фронт“ Лолита Цария и др.

#### Протест на националистите
Месец преди изборите на 4 ноември на „Руския марш“ представители на движение „Русские“ обявяват че ще организират протест в деня на изборите, веднага след като затворят избирателните секции. В 21 часа в Москва се състои неразрешен протест на движение „Русские“, който довежда до сблъсък с полицията. Заловени са лидерите на „Русские“ Александър Белов, Дмитрий Дьомушкин, Георги Боровиков, както и десетки националисти. Ръководителят на забранената „ДПНИ“ Владимир Ермолаев е арестуван точно в избирателната секция, където е като наблюдател. В допълнение, в Москва имаше задържани представители на други обществени организации. Според полицията, арестувани са 258 души.

### Протести от 5 декември
Около 10 хил. души излизат на протестен митинг в Москва. Демонстрацията се организира чрез призиви в социалните мрежи в интернет. Протестиращите скандират „революция“, „Русия без Путин“, „Путин трябва да е в затвора“, „Единна Русия – партия на крадците и мошениците“. По-късно демонстрантите се опитват да пробият полицейския кордон и да протестират пред Кремъл, при което най-малко 300 души са арестувани.
Многохилядна демонстрация има и в Санкт Петербург, където полицията арестува около 100 участници. Хората скандират „Позор на ЦИК!“ и „Вашите избори са фарс!“.

### Протести от 6 декември
Руската полиция започва операция за разпръскване на участниците в неразрешен протестен митинг на опозицията на Триумфалния площад в центъра на Москва. Арестувани са няколко души, в това число един от лидерите на „Солидарност“ Борис Немцов, който е вкаран в специално паркиран за целта автобус. Задържана е и журналистката Божена Ринска, която съобщава за това във Фейсбук. От партията „Яблоко“ съобщават, че са задържани няколко нейни членове. Председателят на „Яблоко“ Сергей Митрохин също е бил арестуван, но малко след това освободен. Агенция РБК съобщава за 200 задържани в Москва и 60 в Санкт Петербург. Освен силите за сигурност на площада пристигат и поддръжници на прокремълските движения „Младата гвардия на Единна Русия“ и организацията „Наши“. По-рано руските медии съобщават, че към двата най-големи руски града се придвижват военни части, но органите на реда заявяват, че това е рутинна операция.

### Протести от 7 декември

#### Москва
На 7 декември на Триумфалния площад в Москва са изпратени полицай и части от вътрешните войски. Броят на протестиращите е по-малък от предния ден, броят на задържаните е около 70 души.

#### Санкт Петербург
Протестите в Санкт Петербург се провеждат пред „Гостини двор“. Според очевидци, на протеста присъстват около 1500 души. По данни на полицията, задържани са 70 души.

#### Калининград
В Калининград местните власти разрешават провеждането на протести. Митингът се провежда пред паметника „Родина“. Според организаторите на митинга присъстваха около 1000 души, по данни на районното полицейско управление те са 150.

### Протести от 8 декември

#### Санкт Петербург
На протеста пред „Гостини двор“ се събират около 100 души, от които 10 са арестувани.

#### Екатеринбург
Протестите в Екатеринбург се провеждат за втори път, в непосредствена близост до паметник „Татищев и де Генин“ се събират около 30 души.

#### Рязан
На втория протестен митинг в град Рязан, на площад „Ленин“ се събират около 300 души, от които 9 са арестувани.

### Протести от 9 декември
Членове на украинското движение „Femen“ провеждат протестна акция пред храм „Христос Спасител“ в Москва, в подкрепа на опозицията.

### Протести от 10 декември
На 10 декември десетки хиляди души протестират в редица големи градове на Русия. Руската опозиция организира масови протести в цялата страна, демонстрации има в 99 града. Митингът на Блатния площад в руската столица събира между 20 хиляди (по данни на полицията) и 40 хиляди души (както твърдят организаторите му). В Санкт Петербург в митинга участват около 10 хил. души – всички улици, водещи към Пионерския площад, където се провежда митингът, са пълни с хора. Полицията не се намесва. В Перм 12 души се събират за неразрешена протестна акция и четирима са арестувани. В Ангарск при подобни обстоятелства е арестуван един човек. Най-голяма е непозволената акция в Екатеринбург, в която се включват 1500 души, но там няма арестувани. В Кемерово се събират около 70 души, като е задържан организаторът. Задържани има и в Чита, Иркутск, Хабаровск, Благовешченск. Демонстрациите се простират в обсег от Владивосток (в
Далечния изток), Новосибирск, Архангелск (на север) и Калининград (на
запад). Като цяло протестите преминават без особени инциденти. Около 60 души са задържани в цялата страна.

#### Москва
Заявление за провеждане на протест подават представители на „Ляв фронт“ и „Солидарност“, митинга се провежда съвместно с други политически организации. В него участват над 30 хил. души. Протестът е подкрепен и от партия „Яблоко“. По данни на ГУМВД на митинга присъстват 25 хил. души, но според организаторите те са около 150 хил. души. Борис Немцов в своя блог заявява, че участниците са повече от 100 хиляди. По данни на Graney.ru те са между 85 и 150 хиляди души. Според кореспонденти на вестник „Газета Ру“, реалният брой на участниците е около 50 – 60 хил. души.

#### Санкт Петербург
Първоначално е планувано хората да се вдигнат на бунт, но по-късно местните власти се съгласяват да се проведе митинг на „Пионерския площад“ от 15:30 до 19 часа. Разрешеният броят на хората по време на митинга е 3000 души, но според полицията в протестите те са били 7000.

#### Архангелск
В Архангелск протестиращите започват да се събират в 13:00 часа на площад „Ленин“. Протестиращите преминават от улица „Чубаров-Лучински“ до площад „Профсъюзов“, където се състои митинг „За честни избори“, там се събират около 2000 души.

#### Барнаул
В Барнаул Комунистическата партия организира митинг сред свои привърженици. Протестът преминава спокойно, като на него присъстват над 1500 души. На митинга присъстват депутатите Михаил Заполев и Николай Наздрачев.

#### Воронеж
Във Воронеж на Никитинския площад се провежда митинг против фалшифицираните избори, на него присъстват над 1000 души.

#### Владивосток
На протеста във Владивосток около 1000 души искат анулиране на резултатите от изборите.

#### Екатеринбург
В неразрешения митинг на „Площада на труда“ в Екатеринбург, присъстват около 5000 души, като това са най-големите протести в града от 1998 година насам.

#### Иваново
Властите в Иваново не санкционират проведения митинг. Проведеният протест е мирен, в него взимат участие около 400 души. Той е организиран на площад „Революция“. Речи държат представители на Комунистическата партия, „Ляв фронт“, асоциация „Голос“ и обикновени граждани. Полицията задържа организаторите на митинга.

#### Ижевск
Протестът в Ижевск се провежда на Централния площад, в него взимат участие около 500 души. Демонстранти използват лозунгите: „Москва, Ижевск с вас“, „Партия на мошеници и крадци – за сметка“, „Путин – Разкарай се!“.

#### Казан
Протестите за честни избори в Казан са обявени от местните власти за незаконни. Те започват от площад „Свобода“ в 15 часа, събират се между 500 и 1000 души, като продължават 2 часа. Протестиращите скандират: „Честни избори“, „Русия не е партия, Русия е народ“, „Върнете нашите гласове“. След края на митинга полицията задържа между 10 и 100 участника.

#### Нижни Новгород
Митингът „За честни избори“ от 15 до 17 часа се състои на централния площад на града – „Минин и Пожарски“, разположен до стените на Нижнегородския Кремъл. Организатори на митинга са група активисти, създатели на социалната група „ВКонтакте“. Организаторите подчертават, че протестът не е обвързан с никоя политическа партия или обществена организация, макар че официално има организирана подкрепа от местната структура на Комунистическата партия. По данни на полицията на протеста са присъствали около 500 души, но организаторите твърдят, че участниците са били около 2000.

#### Новосибирск
На състоялия се митинг в Новосибирск присъстват между 3000 и 4000 души. Мероприятието е било съгласувано с местните власти, при него няма задържани участници от полицията.

#### Орел
Протестът в град Орел се провежда пред паметника „А. П. Ермолов“, в него взимат участие около 700 души.

#### Пенза
Протестът в Пенза е съгласуван с органите на реда, той е проведен под мотото „За честни избори“. Провежда се в 11:00 – 12:00 часа на площад в кинотеатър „Родина“. На митингът присъстват между 300 и 500 души.

#### Пятигорск
В Пятигорск е проведен незаконен митинг, който започва в 18 часа, на него взимат участие между 150 и 300 души. Задържани са 12 души.

#### Ростов на Дон
В Ростов на Дон е проведен митинг, който започва в 18 часа на площад „Гагарин“, в него взимат участие над 2000 души.

#### Челябинск
В Челябинск се състои съгласуван митинг, който се провежда в парк „Гагарин“ от 14 до 16 часа, на него участват около 2000 души.

#### Извън Русия
Протестни акции извън Русия има в:
- Германия (Франкфурт на Майн[45], Кьолн[46], Берлин[47]);
- Испания (Барселона[48]);
- Канада (Монреал[49]);
- САЩ (Ню Йорк[50], Бостън[51]);
- Франция (Париж, Страсбург, Лион)[52][53];
- Чехия (Прага[54]);
- Швеция (Стокхолм[55]);

Както и в Великобритания, Италия, Финландия, Индонезия, Япония, и др..
Руски граждани, живеещи във Варна, организираха протест пред консулството на Руската федерация. Митингът има официално разрешение от Община Варна. Те призовават към него да се присъединят и български граждани, които смятат, че демокрацията в Русия е застрашена от действията на управляващата партия.

### Медийно отразяване
- Плакаты Болотной площади Архив на оригинала от 2012-01-07 в Wayback Machine. // slon.ru
- Тысячи человек пришли на митинг к Чистым прудам // Lenta.ru 05.12.2011, 20:20:37
- Московская полиция пресекла шествие по Мясницкой // Lenta.ru 05.12.2011, 20:50:44
- ГУВД отчиталось о задержаниях на несанкционированной акции в Москве // Lenta.ru 05.12.2011, 23:36:14
- Митинг „Выборы – фарс!“ обернулся задержаниями // BBC Russian
- На Лубянке прошли массовые столкновения митингующих с полицией // Коммерсантъ
- Пятое декабря, Чистые пруды, день после выборов // Интерфакс
- Russia election: Hundreds rally against Putin in Moscow // BBC News
- Russian protests erupt after election // CBC News
- Антон Тушин, Фоторепортаж с митинга на Чистых прудах-2 // Ридус 5.12.2011 21:51
- В митинге „Солидарности“ на Чистых прудах участвовали от двух до десяти тысяч человек // Ридус 5.12.2011, 22:27
- После митинга на Чистых прудах задержаны больше 300 человек // Ридус 6.12.2011 00:54
- Телерепортаж // НТВ
- Акция оппозиции против выборов. Живой Журнал:5 декабря в 19 ч. 00 мин. Архив на оригинала от 2011-12-06 в Wayback Machine.
- События 5 – 6 декабря. Как согласованный митинг оппозиции превращался в революцию, но не превратился (ХРОНИКА СОБЫТИЙ) //Новая Газета 5.12.2011
- События вечера 6 декабря. Митинг оппозиции на Триумфальной площади // Новая газета 06.12.2011
- Не се срамувайте// Новая газета 11.12.2011
- Чуждите медии са заявили, че Русия е уморена от Путин // Lenta.ru
- Код за достъп//Станция „Ехото на Москва“ от 10.12.2011
- С.Тихонов. Демокрацията се събуди[неработеща препратка] // Expert.ru
- Александър Казин За Родину! // Руска народна линия, 12.12.2011.